# Bill Apter
William Stanley "Bill" Apter (nacido el 22 de octubre de 1945) es un fotógrafo y periodista estadounidense especializado en lucha profesional . Fue miembro del equipo editorial y fotógrafo de varias revistas durante los años 70, 80 y 90, especialmente Pro Wrestling Illustrated . Estas revistas a menudo informaron que luchaban en kayfabe , centrándose en las historias y los ángulos en lugar de informar sobre acontecimientos "entre bastidores". Apter estaba tan estrechamente asociado con estas revistas que a menudo se las conocía como "Apter Mags". La influencia de estas publicaciones en los días anteriores a la televisión por cable y laInternet fue tal que se le atribuye a Apter el lanzamiento de las carreras de muchos jóvenes luchadores que apareció en portadas de revistas.

## Vida personal
Apter es de fe judía y fue criado en Queens, Nueva York . Él reside en Filadelfia con su esposa, Andrea. Han estado casados desde 1982 y tienen dos hijos. Junto al exluchador "Concrete Cowboy" Paul Swanger (también conocido como "Paul Big Bear"), Apter canta y hace un trabajo cómico en un acto de club nocturno de la "vieja escuela". También trabajó para la empresa sin fines de lucro AHEDD en Pennsylvania como especialista en empleo. La compañía ayuda a encontrar trabajos para personas con discapacidades y asesoría laboral. En los últimos años, Apter se ha convertido en un rostro habitual como anfitrión de convenciones internacionales de fanáticos de la lucha libre profesional en los Estados Unidos de América, el Reino Unido y Alemania, incluida WrestleReunion.

## Premios y logros
- George Tragos/Lou Thesz Professional Wrestling Hall of Fame
  - James C. Melby Award (2012)[1]

- St. Louis Wrestling Hall of Fame
  - Clase de 2015[2]

- Pittsburgh Pro Wrestling Hall of Fame
  - Clase de 2017[3]

- Wrestling Observer Newsletter
  - Wrestling Observer Newsletter Hall of Fame (Clase de 2018)[4]